# Zaireichthys zonatus
Zaireichthys zonatus е вид лъчеперка от семейство Amphiliidae.

## Разпространение
Този вид е разпространен в Демократична република Конго.

## Описание
На дължина достигат до 2,5 cm.